# Коттиш, Дитер
Ди́тер Ко́ттиш (нем. Dieter Kottysch; 30 июня 1943, Глайвиц — 9 апреля 2017) — немецкий боксёр средних весовых категорий, выступал за сборную Германии в середине 1960-х — начале 1970-х годов. Чемпион летних Олимпийских игр в Мюнхене, победитель многих международных турниров и национальных первенств.

## Биография
Дитер Коттиш родился 30 июня 1943 года в городе Глайвиц, ныне это часть Силезского воеводства Польши. Активно заниматься боксом начал в шестнадцать лет, проходил подготовку в Гамбурге в боксёрском клубе «Спортман». Первого серьёзного успеха на ринге добился в возрасте восемнадцати лет, когда стал чемпионом Германии среди юниоров. В 1964 году впервые выиграл взрослое национальное первенство и должен был ехать на летние Олимпийские игры в Токио, однако в последний момент провалился на квалификационном турнире, проиграв Бруно Гузе, и остался без Олимпиады. В 1965, 1966 и 1967 годах Коттиш вновь был лучшим в своей стране в первом среднем весе. Участвовал в чемпионате Европы в Риме, однако в первом же своём матче на турнире уступил чехословаку Богумилу Немечеку, который в итоге и стал чемпионом.
В 1968 году Коттиш в четвёртый раз подряд выиграл первенство Германии и благодаря череде удачных выступлений удостоился права защищать честь страны на Олимпийских играх в Мехико. На Олимпиаде тем не менее уже во втором бою проиграл советскому боксёру Владимиру Мусалимову. Затем поднялся в среднюю весовую категорию, на чемпионате Европы 1971 года в Мадриде сумел дойти до стадии четвертьфиналов. В следующем сезоне прошёл квалификацию на летние Олимпийские игры в Мюнхен, где одолел всех своих соперников и завоевал тем самым золотую медаль. Вскоре после этих соревнований принял решение завершить карьеру спортсмена. Всего в любительском олимпийском боксе провёл 250 поединков. Проживал в городе Бухгольц-ин-дер-Нордхайде.
Скончался 9 апреля 2017 года